# Alison Townley
Alison Townley (Minneapolis, 6 de septiembre de 1965) es una deportista estadounidense que compitió en remo.
Ganó una medalla de bronce en el Campeonato Mundial de Remo de 1990, en la prueba de doble scull. Participó en dos Juegos Olímpicos de Verano, ocupando el sexto lugar en Seúl 1988 (ocho con timonel) y el quinto en Barcelona 1992 (cuatro scull).

## Palmarés internacional
| Campeonato Mundial | Campeonato Mundial   | Campeonato Mundial | Campeonato Mundial |
| Año                | Lugar                | Medalla            | Prueba             |
| ------------------ | -------------------- | ------------------ | ------------------ |
| 1990               | Tasmania (Australia) | Medalla de bronce  | Doble scull        |